# Phoenix Wright: Ace Attorney Justice for All
Phoenix Wright: Ace Attorney Justice for All, wydana w Japonii jako Gyakuten Saiban 2 (逆転裁判 2, Gyakuten Saiban Tsū) – przygodowa powieść wizualna na konsolę Nintendo DS, opracowana i wydana przez firmę Capcom. Jest drugą częścią z serii gier Phoenix Wright: Ace Attorney oraz bezpośrednią kontynuacją gry o tym samym tytule.